# Kostel Zjevení svatého Michaela archanděla (Andělská Hora)
Kostel Zjevení svatého Michaela archanděla (též nazýván svatého Michaela archanděla) se nachází v obci Andělská Hora v okrese Karlovy Vary. Původně gotický kostel z roku 1490 byl obnoven v barokním stylu a v roce 1890 upraven do dnešní podoby. Byl prohlášen kulturní památkou, památkově chráněn je od roku 1964.

## Historie
Pozdně gotický kostel byl současně s prvními domy obce vystavěn v letech 1487–1490 kamenickým mistrem Erhartem Bauerem z Chebu. Potkaly jej dva ničivé požáry, jeden v roce 1641, druhý pak v roce 1718. Na první opravu se složili obyvatelé obce, po druhém velkém požáru, který postihl i obec samotnou a hrad, byl kostel přestavěn v barokním stylu.
Poslední přestavbou prošel roku 1890, kdy byl do dnešní podoby upraven podle plánů architekta Antona Viktora Barvitia. Zasazen byl nový oltář, neb ten původní byl pro účel kostela příliš velký, přidány byly varhany, stěny a strop byly nově vymalovány. Znovu byl vysvěcen 29. září 2001. V letech 2010 a 2011 se rekonstrukce dočkala kostelní fasáda.
Kostel je filiální ve farnosti Stanovice, Vikariát Karlovy Vary, Diecéze plzeňská.

## Popis
Kostel stojí při západní straně náměstí v nejvýše položeném místě zástavby a tvoří dominantu obce. Má obdélný půdorys 16x10 metrů. Jednolodní prostor je krytý plechovou sedlovou střechou s vikýři. Nad obdélným presbytářem s plechovou valbovou střechou se nachází osmiboká sanktusová zvonička. Součástí kostela je patrová sakristie, spodní místnost slouží k uchovávání rouch, v horním patře jsou uloženy další liturgické předměty. V západním průčelí s mohutnou hranolovou věží, s barokním zdivem ve spodní části, je umístěn hlavní vchod; postranní vchod je z jižní strany kostela. Na věži jsou čtvercové hodiny.

### Interiér
Hlavní oltář byl vytvořen tyrolským sochařem Ferdinandem Stuflesserem ze St. Ulrichu. Nad oltářem je socha svatého Archanděla Michaela porážejícího ďábla. Na stěnách jsou obrazy křížové cesty. Varhany vyrobil roku 1887 varhanář Ferdinand Langenauer. Strop je rákosový se štukovanými zrcadly. Jednotné novorenesanční zařízení podle plánů architekta Antona Viktora Barvitia vytvořili umělci: pražský malíř Zikmund Rudl, umělecký truhlář Lorenz a pražský sochař Bernard Ottau Seeling.

## Okolí kostela
Před kostel byla umístěna rekonstruovaná socha sv. Jana Nepomuckého pocházející ze zaniklé obce Svatobor. Rekonstrukci provedl v roce 2008 sochař Jan Pekař.
V roce 2010 byly u schodiště odhaleny základy kaple svatého Jana Nepomuckého, která byla zbourána ve druhé polovině 20. století.

## Fotogalerie

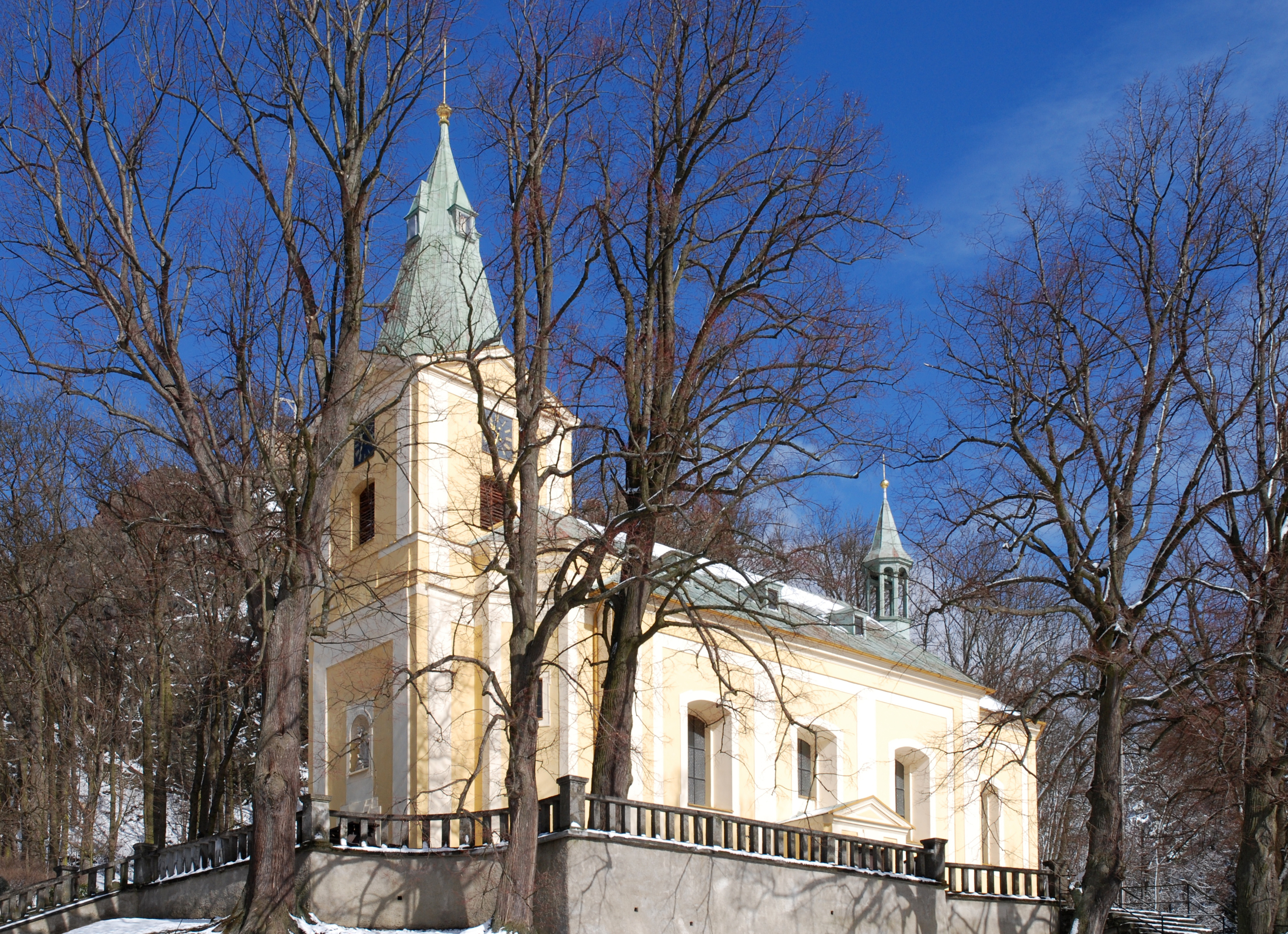
Pohled od jihozápadu, 12. března 2019
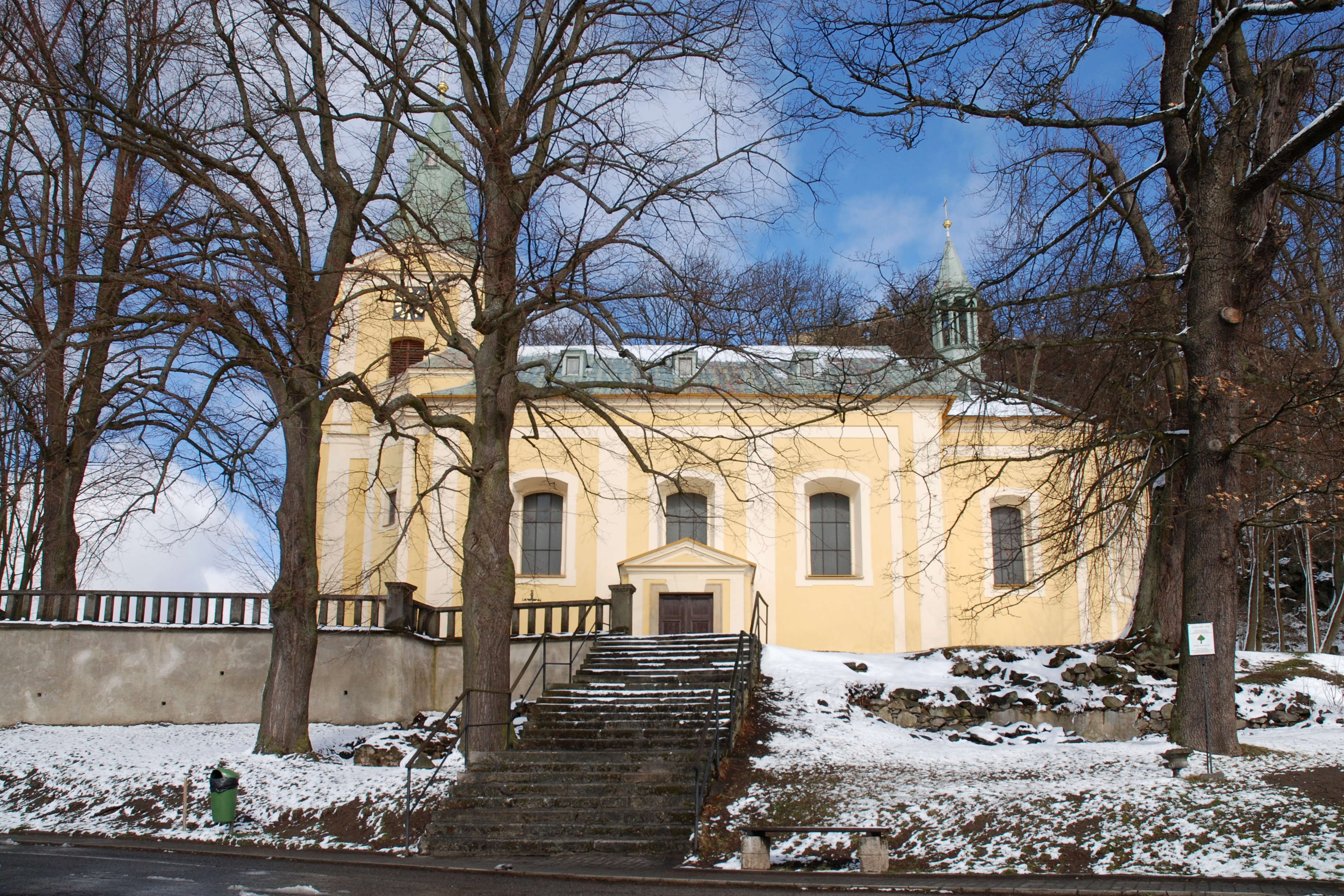
Pohled z jižní strany s přístupovým schodištěm, 12. března 2019
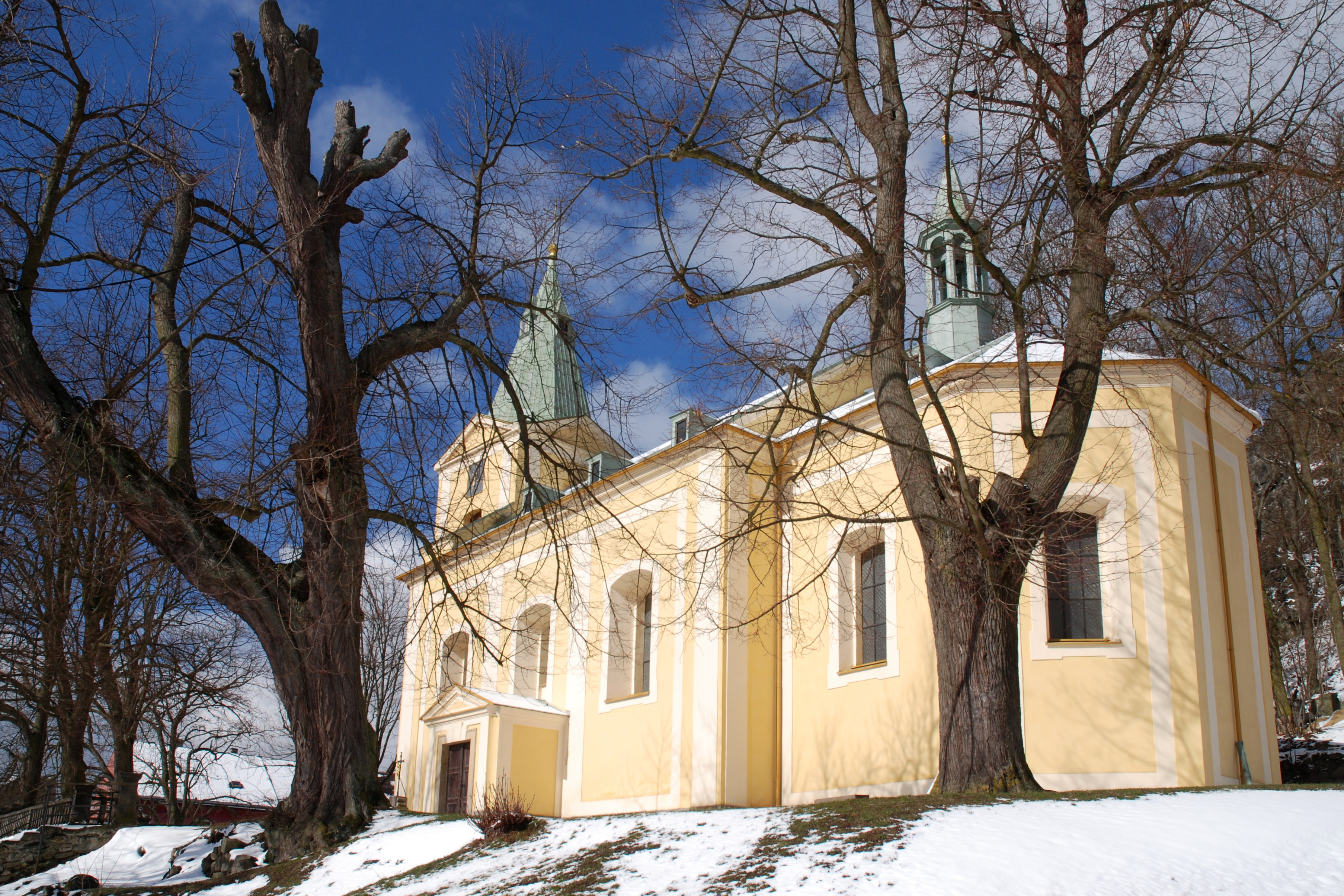
Pohled od jihovýchodu, 12. března 2019
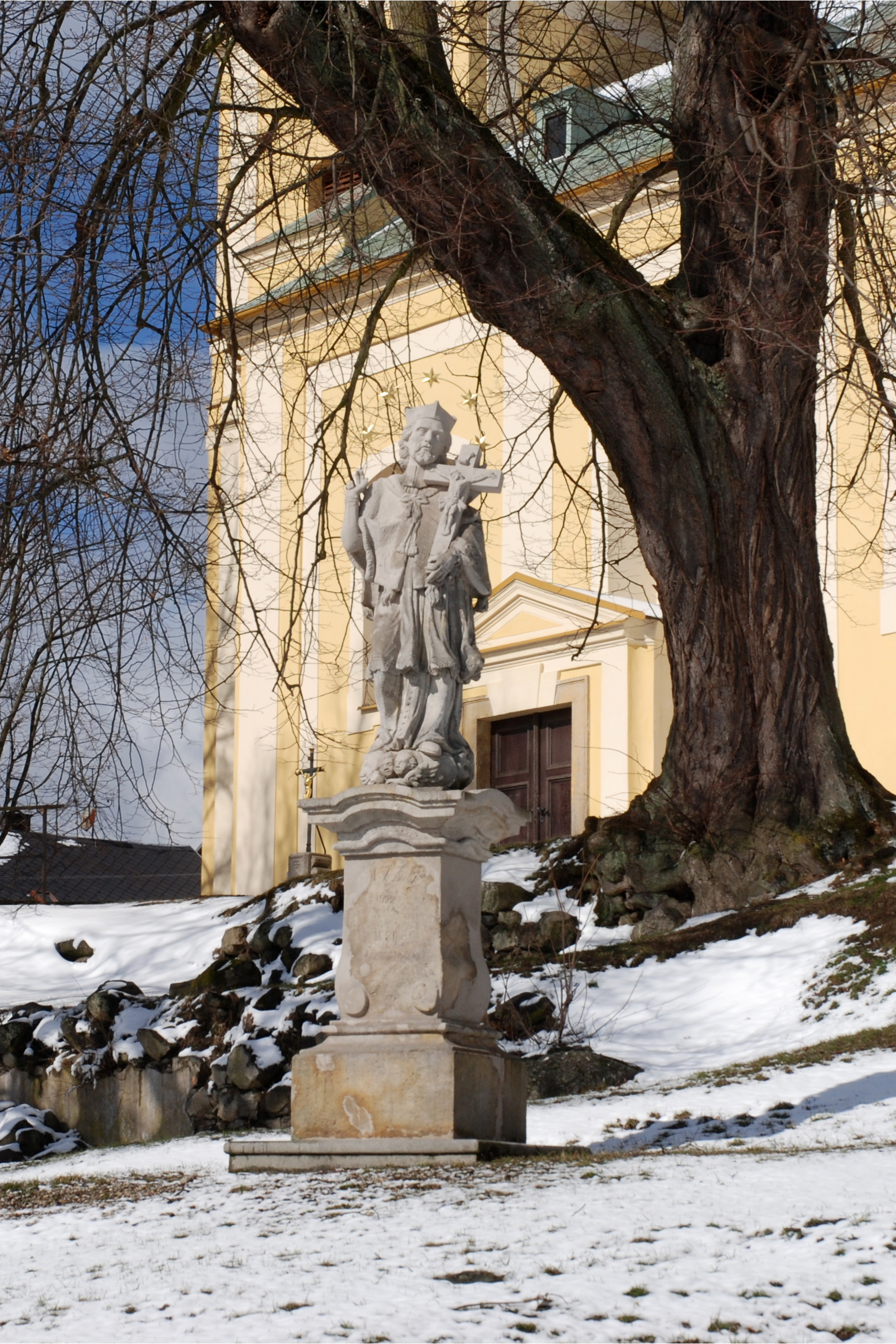
Socha sv. Jana Nepomuckého ze Svatoboru, 12. března 2019
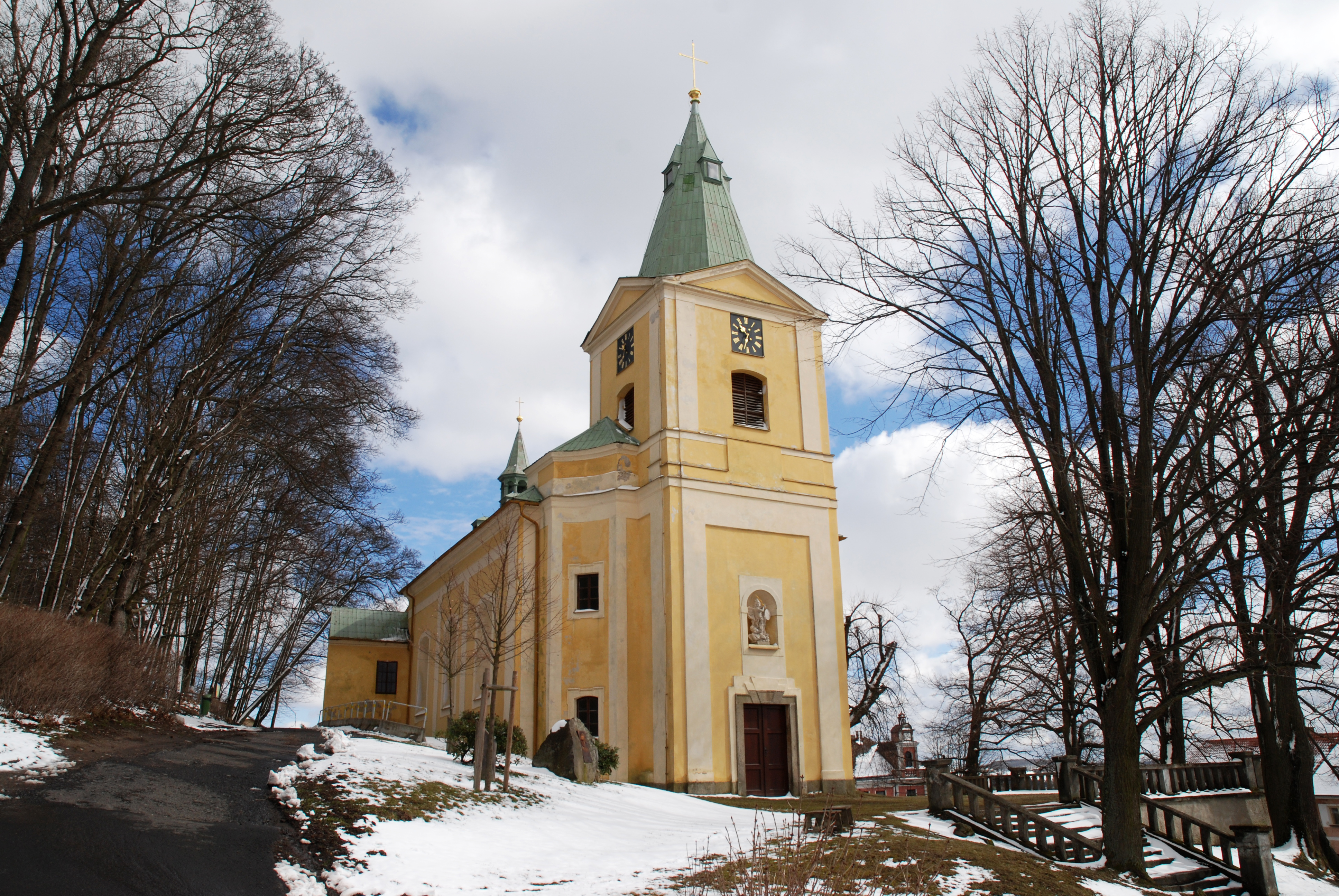
Pohled od severozápadu, 12. března 2019
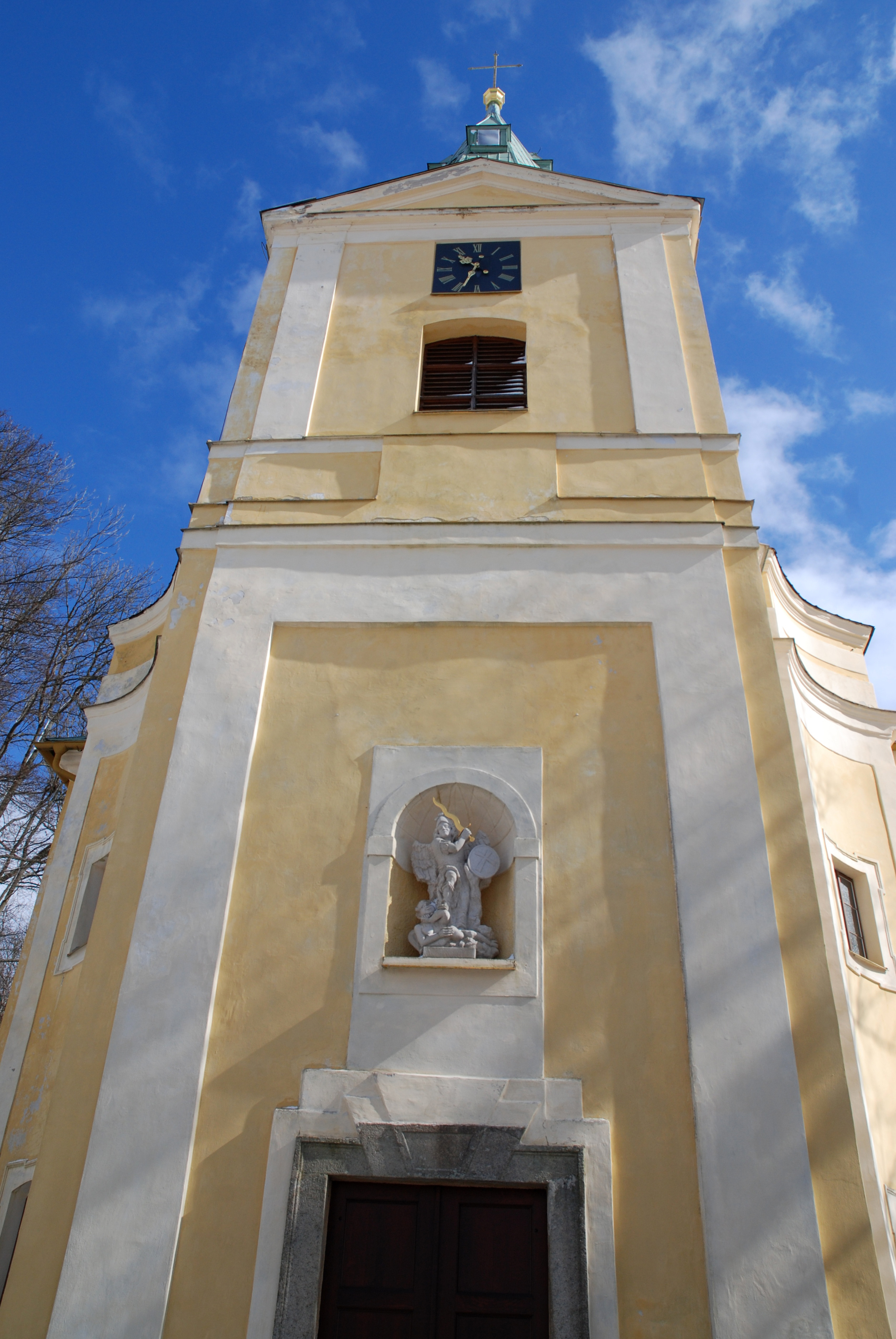
Průčelí kostela, 12. března 2019
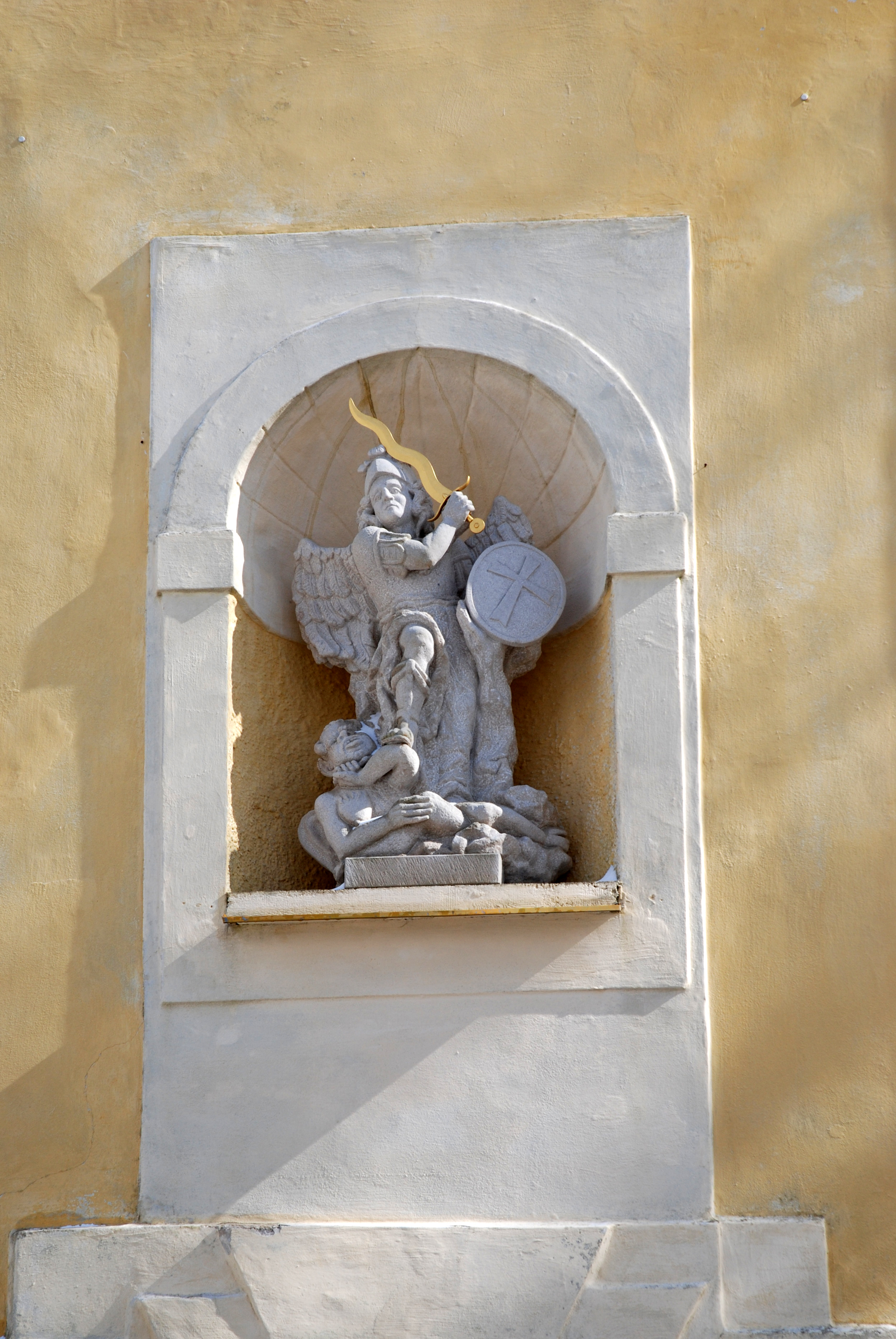
Sv. Archanděl Michael na průčelí, 12. března 2019
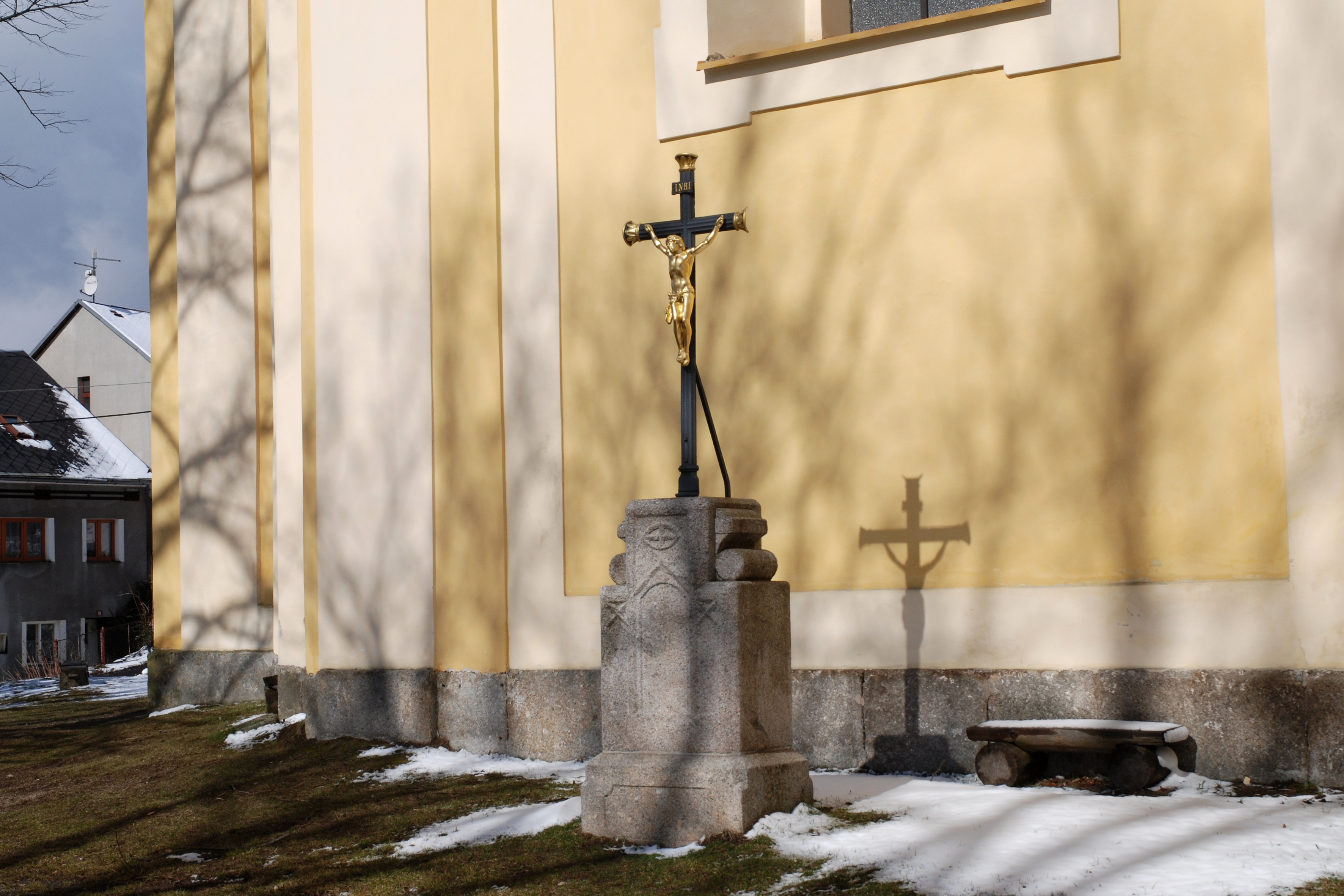
Křížek před kostelem, 12. března 2019